# Ketikoti

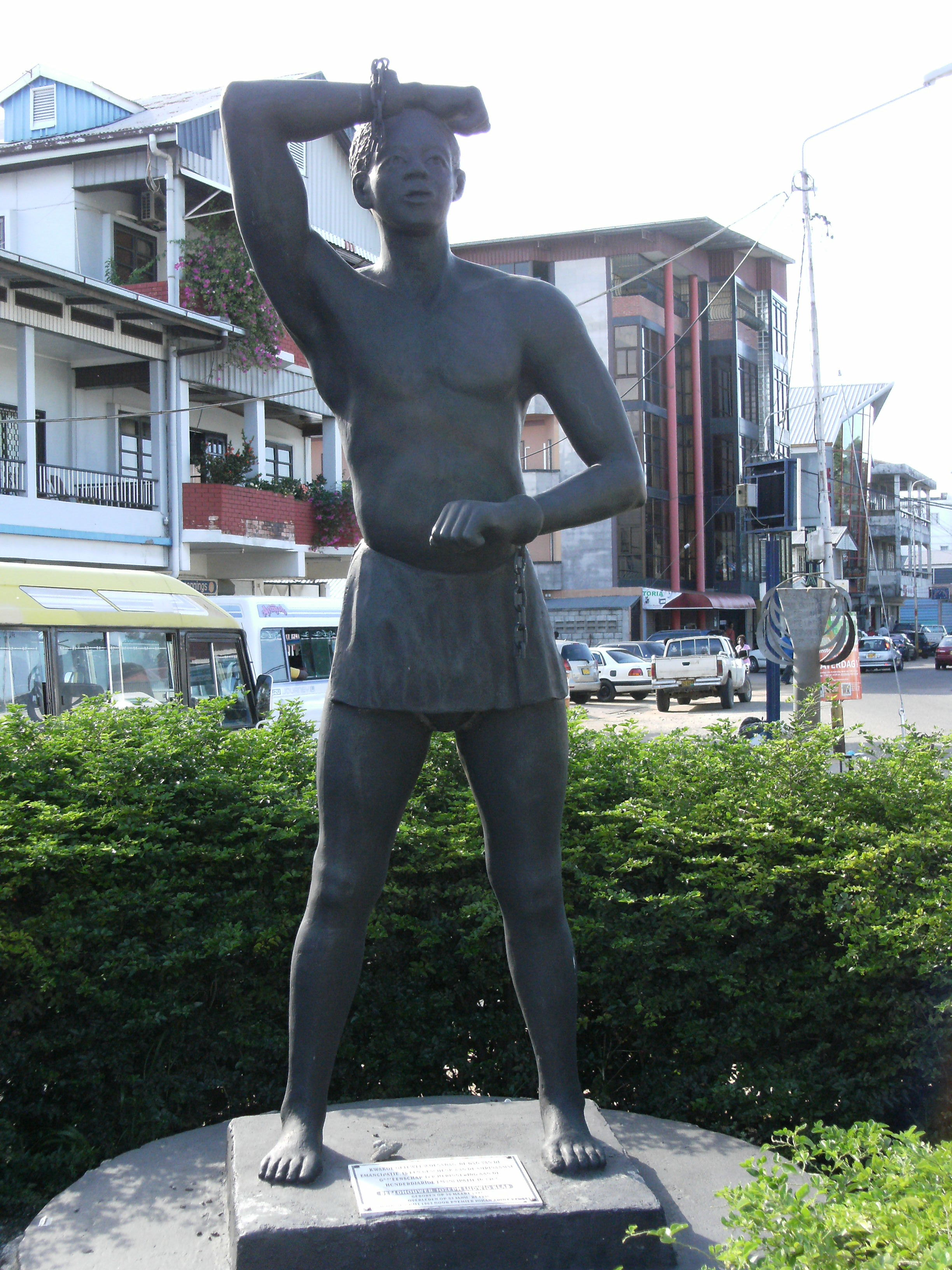
Het standbeeld van Kwakoe in Paramaribo

Ketikoti (uitspraak: [ˈkɪti ˈkɔti]), abusievelijk ook wel Keti-koti of Keti Koti, is een van oorsprong Surinaamse feestdag, jaarlijks op 1 juli, ter viering van de afschaffing van de slavernij. De naam stamt uit het Sranantongo en betekent 'ketenen gebroken'. Ook in Nederland wordt Ketikoti gevierd. Op de (Engelstalige) Bovenwindse Eilanden Saba, Sint Eustatius en Sint Maarten wordt deze feestdag Emancipation Day genoemd.

## Afschaffing slavernij
Op 1 juli 1863 schafte het Koninkrijk der Nederlanden met de Emancipatiewet de slavernij af in de kolonie Suriname en de kolonie Curaçao en onderhorigheden. Er kwamen op dat moment ruim 45.000 oorspronkelijk Afrikaanse slaven vrij, 34.441 slaven in Suriname en 11.800 in Aruba, Bonaire, Curaçao, Sint Maarten, Sint Eustatius en Saba. De slavenhouders werden voor elke slaaf met 300 gulden schadeloos gesteld, maar de vrijgemaakte mensen kregen zelf niets en werden in Suriname nog tien jaar verplicht op contractbasis het werk te blijven doen, soms onder dezelfde erbarmelijke omstandigheden. Om die reden erkende onder anderen premier Rutte dat het op zijn plaats was om in 2023, 150 jaar na 1873, de afschaffing van de slavernij groots te herdenken.

## Ketikoti in Suriname
Al in 1904 pleitte de Surinaamse dichter G.G.T. Rustwijk voor het gezamenlijk vieren van de afschaffing van de slavernij. Tijdens de Tweede Wereldoorlog werd voor het eerst '1 juli 1863' openlijk gevierd in Suriname, tachtig jaar dus na dato. Op 1 juli 1955, onder premier Ferrier, werd 'Ketikoti' een officiële Surinaamse feestdag (vrije dag). Formeel heet deze dag Dag der Vrijheden. Informeel wordt de feestdag ook wel Kettingsnijden genoemd.
Ter gelegenheid van honderd jaar afschaffing slavernij werd op 1 juli 1963 in Paramaribo het Kwakoe-standbeeld onthuld. Het beeld stelt een weggelopen en weer gevangengenomen slaaf voor, die het symbool werd voor de drang naar vrijheid. Bij de Ghanese Akan, de voorouders van veel slaven, is het gebruikelijk dat kinderen de Akan-voornaam dragen van de dag waarop ze geboren worden, zoals Kwasi voor een kind dat op zondag ter wereld kwam. Met name mannelijke nakomelingen die op woensdag werden geboren kregen de naam Kwakoe. Omdat 1 juli 1863 op een woensdag viel, heeft het beeld de naam Kwakoe gekregen.
Ketikoti is een feest voor alle inwoners, niet alleen voor de nazaten van de slaven. Onderdeel van de festiviteiten is Bigi Spikri ('grote spiegel'), een kleurige parade in feestelijke en vaak traditionele kledij, waarbij de vrouwen vaak kleine witte parasols met zich meedragen.
Om de voorouders te herdenken dragen veel vrouwen op Ketikoti de traditionele koto en wordt heriheri (ook wel heriheri of heri heri) gegeten, een Surinaams eenpansgerecht van aardvruchten als cassave en zoete aardappel met ei, bakbanaan en bakkeljauw. Het gerecht komt uit de voedselbereidingstraditie van Afro-Surinamers, ontstaan tijdens de slavernij.

## Ketikoti in Nederland

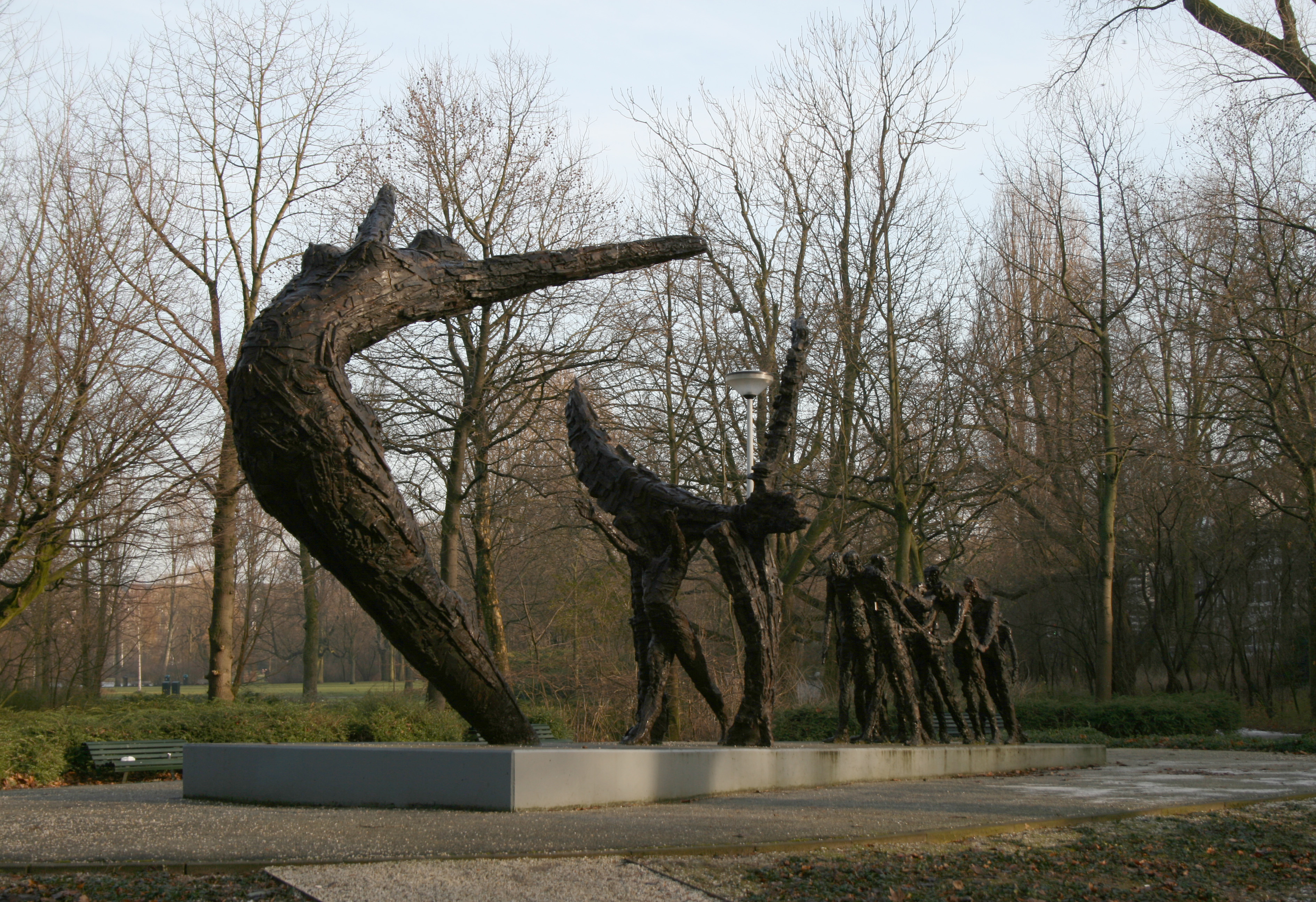
Nationaal monument slavernijverleden in het Oosterpark in Amsterdam

Ook in Nederland wordt sinds de millenniumwisseling Ketikoti in verscheidene steden gevierd, met name door Afro-Surinamers en Afro-Antillianen.
In Amsterdam wordt sinds 2009 in het Oosterpark een (landelijke) herdenking van de slavernij en viering van het einde van de slavernij georganiseerd. In dit park staat sinds 1 juli 2002 het Nationaal monument slavernijverleden. Jaarlijks wordt hier een ritueel plengoffer uitgevoerd door okomfo (wintipriesteres) Nana Efua (Marian Markelo). Deze herdenking wordt rechtstreeks uitgezonden door de NOS. In Rotterdam staat sinds 2013 ook een slavernijmonument. Het is geplaatst in het Lloydkwartier waar ooit veel slavenhandelaren met hun schip vertrokken richting Afrika. In meerdere steden zijn ondertussen slavernijmonumenten opgericht, waar op 30 juni en/of 1 juli bij wordt stilgestaan.
Het Nationaal instituut Nederlands slavernijverleden en erfenis (NiNsee) organiseert jaarlijks in juni een programma rondom Ketikoti, waaronder de Keti Koti Lezing. Deze werd in 2020 voor het eerst uitgesproken door Karwan Fatah-Black.
Ook in Nederland wordt op Ketikoti vaak de koto gedragen en herheri geserveerd. In verschillende plaatsen zijn steeds meer activiteiten op 1 juli met daarbij aandacht voor de eigen, culinaire- en kledingtraditie(s). 

### Excuses slavernijverleden
Op 1 juli 2021 bood de Amsterdamse burgemeester Halsema officiële excuses aan "voor de belangrijke rol die deze stad en haar bestuurders hadden in de handel in mensen".
Op Ketikoti in 2023 heeft koning Willem-Alexander in een toespraak in het Oosterpark zijn excuses gemaakt voor de rol van Nederland in het slavernijverleden. Ook vroeg hij om vergiffenis, omdat zijn voorouders destijds niet hebben ingegrepen tegen het systeem. Op 19 december 2022 had de Nederlandse regering al haar excuses uitgesproken voor het slavernijverleden.

### Nationale feest- en gedenkdag?
Op 1 juli 2021 overhandigde het Adviescollege Dialooggroep Slavernijverleden het rapport Ketenen van het Verleden aan minister van Binnenlandse Zaken en Koninkrijksrelaties Ollongren. Hierin wordt de regering opgeroepen 1 juli als een nieuwe nationale feestdag vast te stellen. Daarop stuurden de gemeentes Amsterdam, Rotterdam, Den Haag en Utrecht een gezamenlijke brief naar de Tweede Kamer met het verzoek om van Ketikoti een nationale feestdag te maken. Arnhem ondertekende deze brief even later. Ook in andere hoeken groeit de steun voor dit idee.
Veel plaatselijke Ketikoti-comité's in Nederland hebben hun naam veranderd in Comité 30 juni-1 juli om aan te geven dat er niet alleen gefeest moet worden, maar ook herdacht: Op 30 juni worden de offers herdacht die de voorouders hebben gebracht in de tijd van de slavernij, op 1 juli wordt de afschaffing van de slavernij gevierd. Dit is vergelijkbaar met wat gebruikelijk is geworden op 4 en 5 mei.

### Naamswijziging en diversiteit
Bevochten en grootgemaakt door met name de Surinaamse gemeenschap in Nederland, gaan er sinds het herdenkingsjaar 2023 stemmen op voor een naamswijziging van Ketikoti. De naam Ketikoti komt uit het Sranantongo van Suriname en zou daarom niet iedereen aanspreken. In het Papiaments is 'Kadena Kibrá’ de vertaling van gebroken ketenen. Op de Bovenwindse eilanden wordt 1 juli 1863 al jarenlang onder de term Emancipation Day herdacht. Op Sint Maarten werd de slavernij de facto al op 6 juni 1848 afgeschaft. Afstammelingen van Surinaamse marrons kennen nog eigen bevrijdingsdagen zoals 10 oktober (Dag der Marrons) en 19 september (Saamaka Daka). Daarnaast is de wens te horen om de geschiedenis van de Caribische eilanden meer voor het voetlicht te brengen.

### Erfgoedlijst
In december 2023 is Ketikoti samen met Dia di Emansipashon (Kòrsou, Boneiru), Dia di Emancipacion di esclavitud (Aruba), Emancipation day (St.Maarten, Saba,  St.Eustatius) bijgeschreven op de Inventarislijst Immaterieel Erfgoed Nederland. De bijschrijving vond plaats op voordracht van het NiNsee. De verschillende gemeenschappen laten hiermee zien dat ze bezig zijn met de borging van hun erfgoed en werken aan de zichtbaarheid ervan. Ketikoti staat al sinds 2020 in de Canon van Nederland, de vijftig vensters met belangrijke historische gebeurtenissen voor Nederland, maar een officiële feestdag is 1 juli nog niet.